# Зрће
Зрће је дуга шљунковита плажа на јадранском острву Паг, која се налази на обали Далмације. У близини се налазе насеља Новаља и Гајац. Једна је од преко 100 плажа са Плавом заставом у Хрватској, коју је добила још 2003. године. Позната је под називом „хрватска Ибиза”.
Водећа је летња дестинација у Хрватској за љубитеље журки, са многим клубовима и баровима на плажи који раде током летњих месеци. Редовно се на њој појављују хаус, ЕДМ, ар-ен-би, хип-хоп и тренс ди-џејеви у врхунцу летње сезоне. На плажи Зрће налазе се клубови као што су: Aquarius, Kalypso, Papaya и Noa Beach. Познате су и друге активности као што су банџи-џампинг, џет-ски, чамци за журке и надувне катапулте.

## Галерија
- Плажа Зрће
- Плажа Зрће
- Плажа Зрће
- Плажа Зрће
- Плажа Зрће ујутру
- Плажа Зрће
- Фестивал на плажи